# Дајмонд (Мисури)
Дајмонд (енгл. Diamond) град је у америчкој савезној држави Мисури.

## Демографија
По попису из 2010. године број становника је 902, што је 95 (11,8%) становника више него 2000. године.
| Група             | 2000.       | 2010.       |
| Белци             | 771 (95,5%) | 843 (93,5%) |
| Афроамериканци    | 6 (0,7%)    | 6 (0,7%)    |
| Азијати           | 1 (0,1%)    | 1 (0,1%)    |
| Хиспаноамериканци | 11 (1,4%)   | 17 (1,9%)   |
| Укупно            | 807         | 902         |